# K.u.k. Artillerie-Schießschule
Die k.u.k. Artillerie-Schießschule war ursprünglich eine einzelne Bildungsanstalt der Armee Österreich-Ungarns. Bis 1912 wurde sie stark aufgestockt und untergliedert, sodass sie schließlich aus drei separaten Komponenten bestand (zwei davon am Standort Hajmáskér), die jede für sich ebenfalls Artillerie-Schießschule genannt wurde.
Im Jahre 1914 bildeten das Feldkanonen-Regiment Nr. 11 und die schwere Haubitz-Division Nr. 4 die Stammeinheiten.

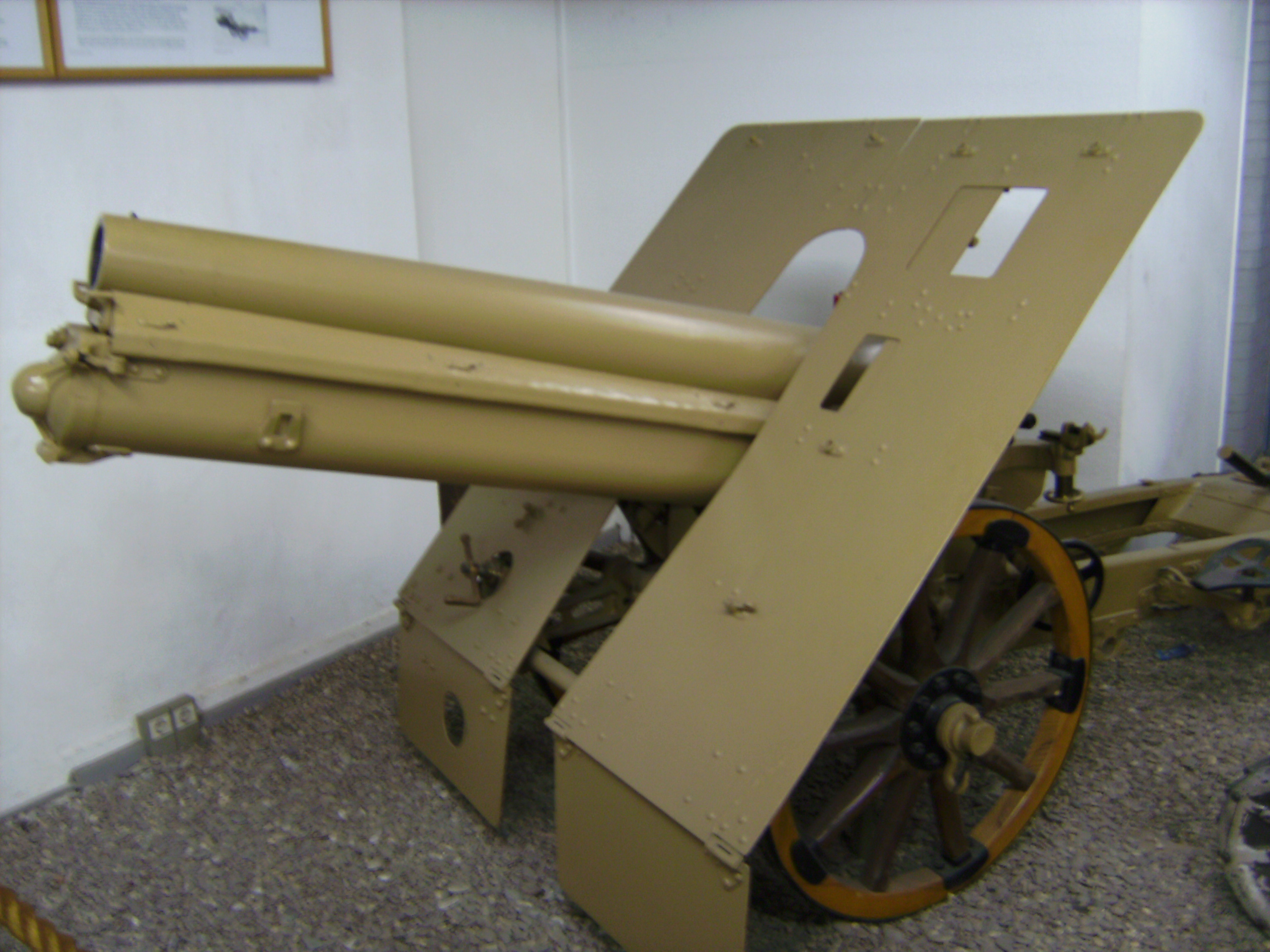
100 mm Škoda Gebirgskanone

## Vorgeschichte

### Anfänge

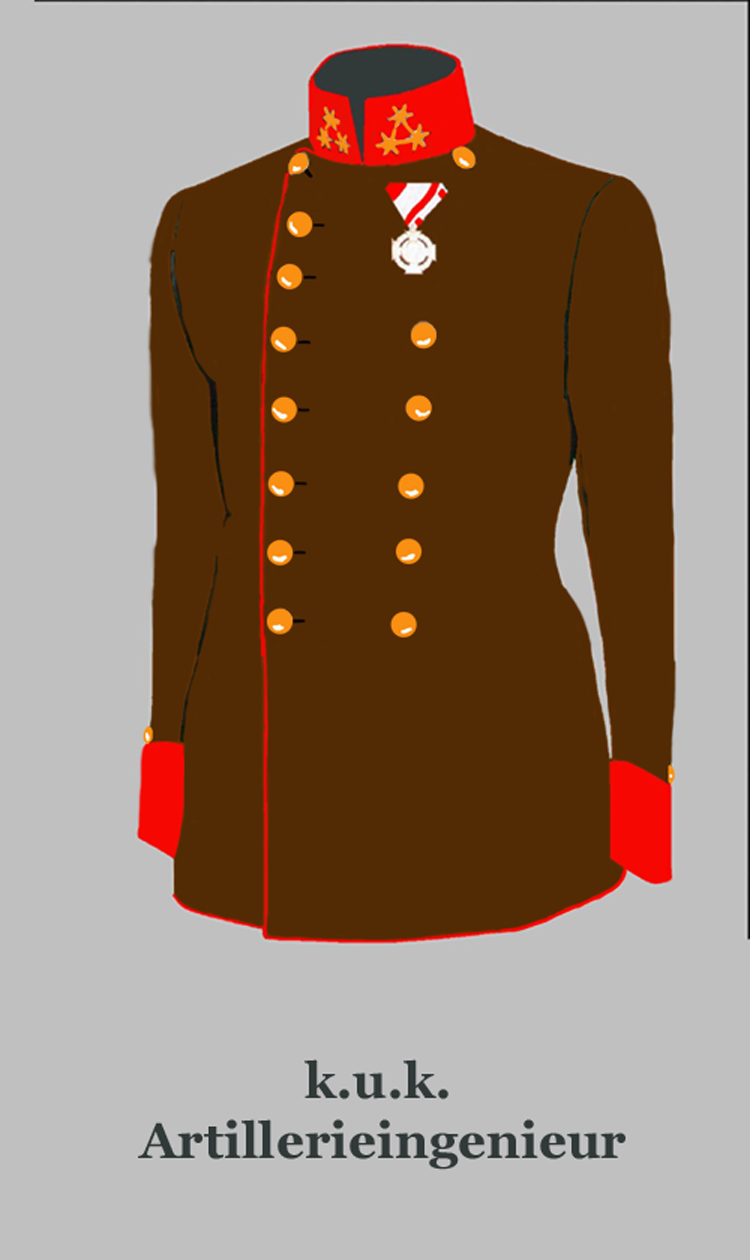
Artillerieingenieur im Hauptmannsrang
Waffenrock zur Parade

Obwohl man erkannt hatte, dass nicht nur die Quantität, sondern auch die Qualität eine nicht unwesentliche Rolle spielte, verfügte die k.u.k. Artillerie bis 1874 über keinerlei Einrichtungen zur Ausbildung angehender Artilleristen. Zwischen 1874 und 1896 veranstaltete man lediglich jährliche Schießschnellkurse von vier bis sechs Wochen Dauer. Hier waren dann die Frequentanten (Teilnehmer) des höheren Artilleriekurses und die Hauptleute des Stabsoffizierkurses (Feld- und Festungsartillerieoffiziere) auf dem Truppenübungsplatz Steinfelde zusammengezogen. Der Lehrkörper bestand aus den Ausbildungsoffizieren des höheren Artilleriekurses. Die Aufgabe dieser provisorischen Schießschule lag nur darin, die in den Vorkursen erworbenen Detailkenntnisse der Schießtheorie in die Praxis umzusetzen. Die taktische Verwendung der Artillerie wurde dabei nicht in Betracht gezogen. Hauptsächlich achtete man darauf, die bestehenden Vorschriften wörtlich umzusetzen und bei den durchgeführten Schießübungen auf keinen Fall vom bestehenden Reglement abzuweichen. Das eintönige Schießen gegen primitive Ziele auf einer brettebenen Fläche (wie sie auf dem Steinfeld gegeben war) trug nicht dazu bei, die Motivation der Teilnehmer an diesen Kursen zu erhöhen.

### Verbesserungen 1896 bis 1910

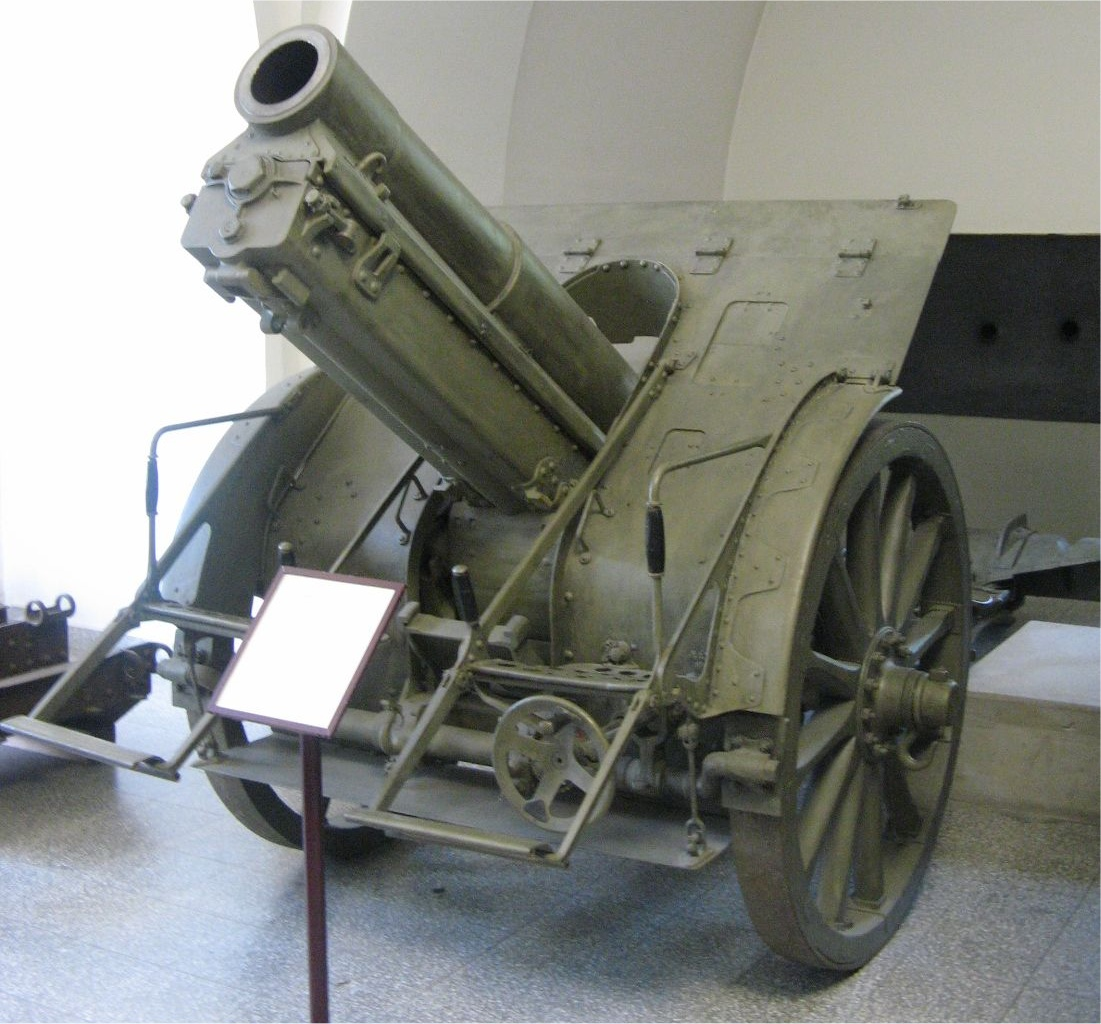
Škoda 149 mm Feldhaubitze M1914

Die 1896 im Zuge einer Reform erfolgte Trennung des Artilleriewesens in die Konkretualstandesgruppen Feld- bzw. Gebirgsartillerie einerseits und Festungsartillerie andererseits hatte auch die Änderung bei der Schießausbildung der Offiziere zur Folge. Es wurden Schulschießabteilungen für die Feldartillerie und Festungsartillerie etabliert, deren Aufgabe es zukünftig sein würde, für eine intensive Spezialausbildung sowohl in schießtechnischer als auch in schießtaktischer Hinsicht zu sorgen. Jeder Schulabteilung wurde ein ständiger Lehrkörper zugeteilt, dem durch die Permanenz die Gelegenheit gegeben wurde, sich selbst durch das Studium entsprechender Fachliteratur über die Artillerie fremder Heere, den Übungsberichten der eigenen Artillerie usw. immer auf dem neusten Stand des Wissens zu halten.
Weiterhin wurde die Dauer der Kurse auf drei Monate verdoppelt, die Anzahl der Kursteilnehmer erhöht und im Jahre 1896 drei eigene Gefechtsschießplätze (Tata (Totis), Nagyszeben (Hermannstadt) und Lippa) für die Feldartillerie eingerichtet, auf denen die Ausbildung in der kriegsmäßigen Führung und taktischen Verwendung der Batterien effektvoll geübt werden konnte. Die Festungsartillerie musste sich jedoch bis zur Errichtung des Schießplatzes Hajmáskér bei Veszprém 1901 nach wie vor mit dem bestehenden Provisorium begnügen.

## Standorte der Artillerie-Schießschule

### Hajmáskér

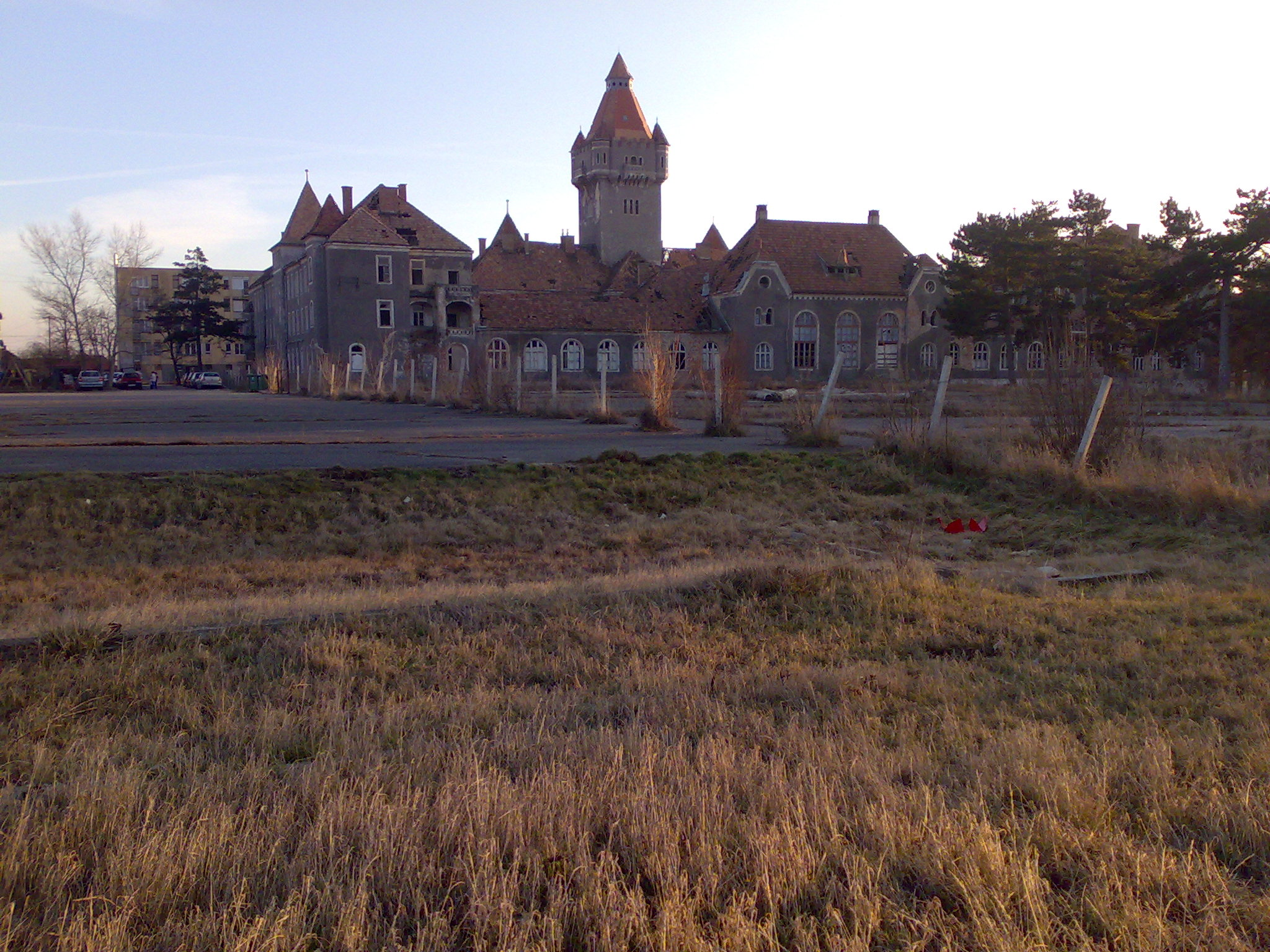
Gebäude der ehemaligen Artillerie-Schießschule in Hajmáskér im Jahre 2012

Im Jahre 1901 erwarb das k.u.k. Kriegsministerium ein 6.000 Hektar großes Gelände in der Nähe der Gemeinde Hajmáskér (Komitat Veszprém, Ungarn), um dort eine zentrale Schießschule zu etablieren. Dazu errichtete man südlich des Schießgeländes auch eine 26 Hektar große Kaserne (diese wurde bis zu ihrem Abzug aus Ungarn von sowjetischen Truppen genutzt), die für 250 Offiziere, 2.200 Mannschaften und 1.120 Pferde ausgelegt war. Hajmáskér war somit die größte Artilleriegarnison der k.u.k. Monarchie.
Hier konnte sowohl die Ausbildung der Feld- als auch der Festungsartillerie stattfinden. Auch neue Geschütze wurden in Hajmáskér von Škoda erprobt.

### Kalinovik
Bedingt durch die Beschaffenheit des Geländes in Hajmáskér waren jedoch die Möglichkeiten der Gebirgsartillerie nach wie vor eingeschränkt. Man verlegte daher diese Komponente zunächst nur provisorisch nach Kalinovik in Bosnien und Herzegowina. Auch hier war das Lehrpersonal vorerst nur periodisch abgestellt und kehrte nach Beendigung der Kurse zu seinen Truppenteilen zurück.
Die vor Ort völlig unzureichenden Verhältnisse wurden nach und nach verbessert, ab 1910 ernannte man einen ständigen Leiter der Schule und kommandierte das Ausbildungspersonal auf Dauer zu dieser Anstalt. Die Kursteilnehmer wurden in Gruppen eingeteilt, und die anfangs nur im bescheidenen Rahmen abgehaltenen Batterieübungen wurden auf Divisions- (Bataillon) und Regimentsebene ausgedehnt. Bereitgestellte Haushaltsmittel ermöglichten die Verbesserung und Komplettierung des benötigten Zielmaterials. Die immer höher angesiedelte Bewertung der Gebirgsartillerie führt auch zu Informationslehrgängen für Stabsoffiziere, wodurch eine breitere Grundlage für die Ausbildung dieser Waffengattung geschaffen wurde.

## Reform des Artillerie-Lehrwesens 1910

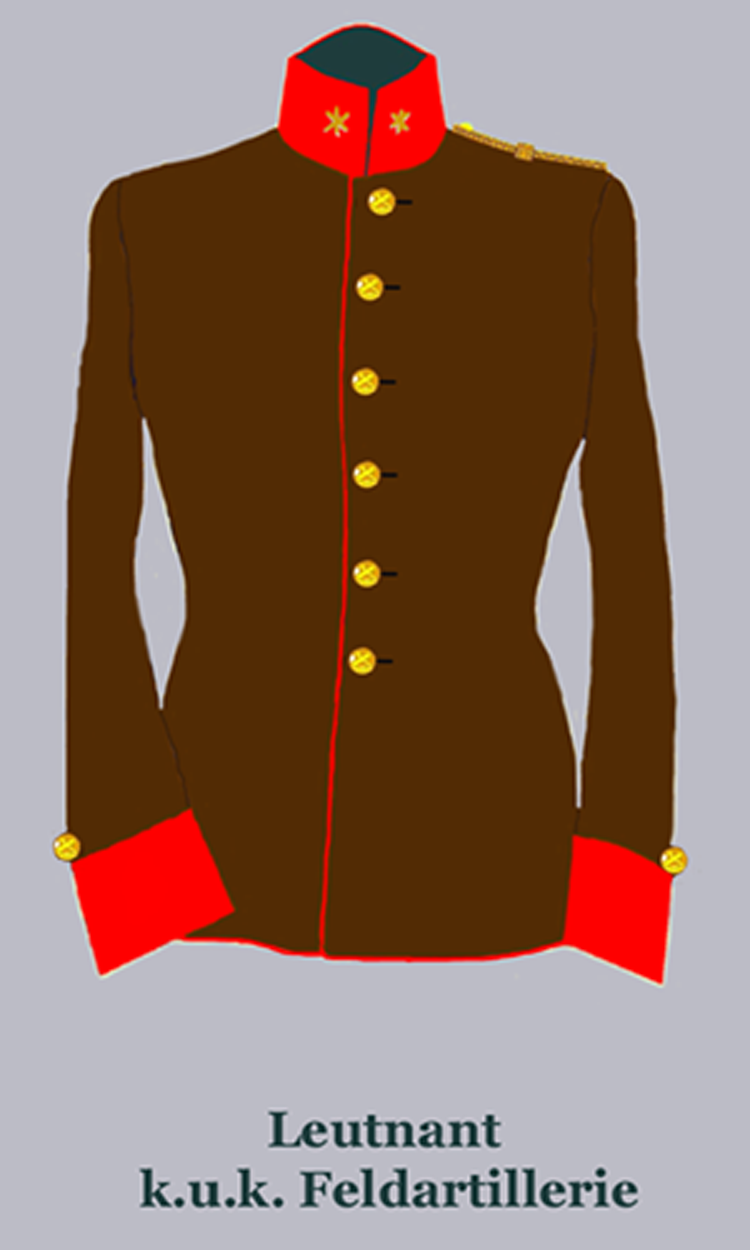
Leutnant k.u.k. Artillerie
Waffenrock zur Parade

Im Jahre 1910 fand eine Reorganisation auf dem Gebiet des Artillerie-Lehrwesens statt. Die bisherige Schießschulabteilung in Hajmáskér für Feldartillerie wurde zur Feldartillerieschießschule, die bisherige Schießschulabteilung in Hajmáskér für Festungsartillerie zur Festungsartillerieschießschule umgewandelt. Das Provisorium in Kalinovik wurde zur Gebirgsartillerieschießschule aufgewertet. Alle drei Schule unterstanden zukünftig dem Generalartillerieinspektor.
Durch die einheitliche Leitung der drei Schulen war es möglich, den bisher erreichte hohen Standard weiterhin aufrechtzuerhalten. Mit dem vom k.u.k. Kriegsministerium erlassenen Detailentwurf der „Organischen Bestimmungen für die k.u.k. Artillerieschießschulen“ wurde Vorsorge getroffen, dass in den drei Schießschulen nicht nur Batteriekommandanten und aktive jüngere Offiziere, sondern auch sich in der Reserve befindliche ältere Offiziere in allen den Artillerieführer betreffenden Gefechtszweigen ausgebildet bzw. der vorhandenen Wissensstand aufgefrischt wurden.
Höheren Truppenführern und Stabsoffizieren bot man die Gelegenheit, anlässlich der Durchführung von Übungen größeren Stils sich über die Wirkungsweise und Art der modernen Artillerie zu informieren.